# Ершов, Геннадий Леонидович
Геннадий Леонидович Ершов (род. 5 августа 1964, Ярославль) — российский художник.

## Биография
С 1977 года самостоятельно занимался фотографией, с 1980 в кинофотостудии «Чайка», где в 1986—1987 гг. вёл свой курс «Основы фотомастерства».
С 1986 по 1988 — учился на факультете режиссуры Московского государственного института культуры, где курс фотомастерства читал Г. М. Колосов. В 1988 году для Г. Л. Ершова знаковой стала личная встреча с кинорежиссёром С. И. Параджановым.
С 1989 года Геннадий Ершов работал в составе художественных групп «Декабрь», «Пост». Вместе с Юрием Бабичем и Сергеем Потаповым основал Общество Читателей Письма, одно из первых художественных объединений, в деятельность которого входили перформансы, видеоарт, и синтетические акции с музыкой и текстами. Ершов, тяготея к архаичной пластике «мягкого рисунка», снимает свои перформансы в специально созданной предметной среде и костюмах моноклем (однолинзовым объективом). В результате возникает эффект временного сдвига и неопределённости, в игру с которыми вступает автор.
Проекты Общества Читателей Письма были представлены на первых фестивалях современного искусства «Арт-Миф» (1990, 1991 гг.), где получили высокую оценку экспертов. Один из циклов фотографий Г. Ершова «Измерения», экспонировавшийся на фестивале «Арт-Миф I», был приобретен в 1991 году «Инкомбанком», а сегодня представлен в собрании Московского музея современного искусства. Выставки и акции Общества Читателей Письма состоялись в 1989—2010 гг. в Москве, Ярославле, Санкт-Петербурге, Костроме.
Геннадий Ершов в 1993 году совместно с Сергеем Потаповым и Сергеем Калачёвым создали первую в Ярославле галерею современного искусства «Пост». С Василием Якуповым, Ильёй Гиммельфарбом, Сергеем Калачёвым был основан «Институт Розы Мира», под эгидой которого написана и показана опера «Великий гражданин» (Харьков, фестиваль «Березиль-93», 1993 г.), посвящённая ГКЧП.
Геннадий Ершов — автор нескольких музыкальных проектов (альбом «Ракопоп», опера «Великий гражданин», симфонии «Голоса пустыни», «Чай и кофе, табак и картофель»). В 2012 году совместно с Леонидом Чередником записал альбом «Будь готов!».
Режиссёр и ведущий телевизионного проекта «Аппельты» (50 выпусков, 1993—1996, Городской телеканал, Ярославль). Автор полнометражного игрового фильма «Каменный гость Чапаева» (1998, Ярославль, Городской телеканал). «Каменный гость Чапаева» и другие фильмы Г. Л. Ершова демонстрировались на Международном фестивале независимого кино «Дебошир Фильм — Чистые грёзы».
Известен своими перформансами, носящими скандальный артистический характер — объявил себя Президентом России на общественных началах (1993), участвовал в выборах в Государственную Думу Ярославской области первого созыва в качестве кандидата в депутаты (1994 г.), а также PR-компаниями своих «виртуальных фильмов» в российских СМИ.
В 2003 году Геннадий Ершов участвовал в проекте «Институт Фотографии» (МГУКИ). Провёл один из семинаров проекта наряду с такими известными мастерами отечественного фотоискусства как Г. Колосов, А. Слюсарев, Н. Кулебякин, А. Колмыков, В. и Н. Черкашины, С. Севастьянов, С. Чиликов, С. Бельская, М. Каламкаров, Ю. Бабич.
Геннадий Ершов исследует природу взаимоотношений медийного персонажа и СМИ через создание уникальной художественной формы — романа «Анатомия письменности» (1992—2012), где события собственной «творческой биографии» подаются как тотальный перформанс, преломлённый сквозь призму СМИ, когда инициатор проекта и персонажный автор-герой повествования меняются местами в режиме «мерцания».
В 2012—2013 гг. совместно с Василием Якуповым в рамках проекта «ОКО ОЧП» создал более 100 видеоклипов, в том числе «VIDEOантология русской поэзии XX века», где стихи крупных поэтов, политиков, медийных персонажей и малоизвестных авторов озвучены с помощью голосовой программы для чтения электронных книг.
С 2019 года совместно с историком Андреем Васильченко и переводчиком Владом Ковальским выступает с серией лекций в рамках проекта "ВЕК" в
Ярославской областной универсальной научной библиотеке им. Н.А.Некрасова.
Живёт и работает в Ярославле.

## Персональные выставки
1984 — Первая персональная выставка (Ярославль, ДК «Гигант»);
1997 — Персональная выставка «Скромное обаяние» (Ярославль, Городской ВЗ им. Н. А. Нужина);
2000 — Фестиваль «Неофициальная столица», «Дни культуры Геннадия Ершова» (Санкт-Петербург, Арт-центр «Пушкинская,10», «Арт-Полигон»);
2001 — Фестиваль «Осенний фотомарафон», Выставка «Аэроскопические картины» (Санкт-Петербург, Арт-центр «Пушкинская,10», галерея «Фотоимидж»);
— Выставка «Декоративно-прикладная UFOлогия» (Санкт-Петербург, Арт-центр «Пушкинская,10», «Арт-Полигон»);
2004 — Персональная выставка «Фотография 1980—2004 гг.» (Ярославль, Ярославский художественный музей)

## Групповые выставки
1988 — Областная выставка фотоискусства (Ярославль, к/т «Волга»);
— Фотовыставка трёх авторов Дмитрий Бахтин, Геннадий Ершов, Виталий Котов (Ярославль, к/т «Парус»);
1989 — Всероссийская фотовыставка «Отечество» (Ярославль, ВЗ Союза Художников);
— Всесоюзная выставка «150 лет фотографии» (Москва, ЦВЗ «Манеж»);
1990 — Фестиваль современного искусства «Арт-Миф I», Выставка Общества Читателей Письма «Искусство экспедиции» (Москва, ВЗ «Садовники»);
— Выставка «За культурный отдых» (Москва, ВЗ «Садовники»);
1991 — Выставка русской фотографии в Сиэтле (США);
— Фестиваль современного искусства «Арт-Миф II» (Москва, ЦВЗ «Манеж»);
— Выставка «Монохром» (Москва, ВЗ «Садовники»);
1992 — «Оптическое выжигание», проект галереи «ПОСТ» (Ярославль, Ярославский историко-архитектурный и художественный музей-заповедник);
1994 — Выставка к 100-летию русского и ярославского фотографических обществ (Ярославль, Ярославский историко-архитектурный и художественный музей-заповедник);
1996 — Выставка «Природа вещей», работы Ильи Гиммельфарба, Геннадия Ершова, Сергея Калачёва, Владимира Ключникова, Василия Якупова (Ярославль, Музей истории города);
1997 — Проект «Достопримечательности Ярославля». Совместно с Сергеем Калачёвым (Ярославль, ЦСИ «Арс-Форум»);
2001 — Проект «Кто первый». Совместно с Сергеем Калачёвым. Фестиваль «Осенний фотомарафон» (Санкт-Петербург, Арт-центр «Пушкинская, 10», галерея 103);
2002 — Проект Общества Читателей Письма «Опыты чтения и передачи реальности» (Ярославль, ЦСИ «Арс-Форум»);
2010 — Проект «Трансфигуративная логика И. К. Дубова как инструмент постмедитативного синтеза. (Оптика твёрдого света. Геохимия мёртвых)». Совместно с Сергеем Калачёвым. (Ярославль, ЦСИ «Арс-Форум»);
— Выставка «Пространство Аппельта» Совместно с Сергеем Калачёвым. (Кострома, Муниципальная художественная галерея)
2016 — Серия фотографий Геннадия Ершова «Измерения» (1989), хранящаяся в собрании Московского музея современного искусства, представлена на VII тематической экспозиции «Взаимодействие: взгляд современных художников на коллекцию ММОМА» (Московский музей современного искусства, Москва, Петровка, 25).

2018 — Серия фотографий Геннадия Ершова «Измерения» (1989), хранящаяся в собрании Московского музея современного искусства, представлена на выставке «Где я буду» (Музейный центр  «Площадь Мира», Красноярск)

## Фестивали, показы
1989 — Фестиваль некоммерческого кино (Ярославль, ДК «Гигант»), Фильмы «Lenin talk», «Будни Снежинска», «Святые письма»;
— I фестиваль параллельного кино, фильм «Призраки» (Ленинград, Дом кино);
1990 — Фестиваль современного искусства «Арт-Миф I», Выставка Общества Читателей Письма «Искусство экспедиции» (Москва, ВЗ «Садовники»);
1991 — Фестиваль современного искусства «Арт-Миф II» (Москва, ЦВЗ «Манеж»);
1992 — Фестиваль пикториальной фотографии (г. Серпухов);
1993 — Фестиваль «Березиль-93», Опера «Великий гражданин» (Харьков);
— I Международный фестиваль «Искусство движения», Мистерия «Страсти хлыстовы» (Ярославль, ТЮЗ);
1995 — Показ избранных «Аппельтов» (Москва, ГЦСИ, TV-галерея);
1999 — Премьерный показ полнометражного игрового фильма «Каменный гость Чапаева» (Ярославль, к/т «Парус»)
2000 — Фестиваль «Неофициальная столица», «Дни культуры Геннадия Ершова» (Санкт-Петербург, Арт-центр «Пушкинская,10», «Арт-Полигон»);
— Фестиваль «Дар», Перформанс «Производственная дисциплина в театре» (Ярославль, Ярославский художественный музей);
— Фестиваль экспериментального искусства и перформанса, Проект «Живое тело» (Санкт-Петербург, ЦВЗ «Манеж»);
2001 — Фестиваль «Осенний фотомарафон», Выставка «Аэроскопические картины» (Санкт-Петербург, Арт-центр «Пушкинская,10», галерея «Фотоимидж»);
— Фестиваль «Осенний фотомарафон», Проект «Кто первый» совместно с Сергеем Калачёвым (Санкт-Петербург, Арт-центр «Пушкинская,10», галерея 103);
—
2002 — Международный фестиваль независимого кино "Дебошир Фильм Фестиваль «Чистые грёзы V» (Санкт-Петербург), Фильм «Каменный гость Чапаева»;
2003 — Международный фестиваль независимого кино "Дебошир Фильм Фестиваль «Чистые грёзы VI» (Санкт-Петербург), Фильм «Сердце Петровича»;
— Участник проекта «Институт Фотографии» (МГУКИ) и ведущий семинара;
2004 — Международный фестиваль независимого кино "Дебошир Фильм Фестиваль «Чистые грёзы VII» (Санкт-Петербург), Фильм «Вкус вечности» ;
— Международный фестиваль независимого кино "Дебошир Фильм Фестиваль «Чистые грёзы VII» (Санкт-Петербург), Фильм «Бадминтон».
Режиссёр — Реваз Резо, оператор — Геннадий Ершов
2006 — Всероссийский фестиваль «Интермузей-2006» (Москва, ВВЦ), Проект «Гвозди». Серия фотографий для экспозиции Ярославского художественного музея «А у нас в музее гвоздь!»
2009 — I Биеннале фотографии Государственного Русского музея (Санкт-Петербург)
2013-2014  — Участник проекта Ярославского художественного музея «Дом в разрезе». Проект-победитель и один из лучших реализованных проектов X грантового конкурса «Меняющийся музей в меняющемся мир» Благотворительного фонда В. Потанина
2016 — I Дубовские чтения «С чистого листа» (Ярославль, Арт-пространство «Тепло»)
2017 — Показ фильма «Каменный гость Чапаева» в рамках музейного проекта «Кинолето 2.0» Ярославский историко-архитектурный и художественный музей-заповедник

## Фильмы, телевизионные проекты
1988 — фильм «Призраки»;
1989 — фильмы «Будни Снежинска», «Святые письма»;
1993-1996 Авторская программа «Аппельты» (Ярославль, Городской телеканал, 50 выпусков);
1995 — фильм «Замученный искусством»;
1998 — полнометражный игровой фильм «Каменный гость Чапаева»;
2001 — фильмы «Дни любви», «Сердце Петровича», «Вкус вечности», «Избирательное сродство» и др.;
2002 — Авторский телевизионный проект «Капитан Мнемо» (Ярославль, телеканал «НТМ», 9 выпусков);
2012 — фильм «Будь готов» совместно с Василием Якуповым;
2014 —  фильм «VIDEOантология русской поэзии XX века» совместно с Василием Якуповым;
2016 — фильмы «Новая теория колёсной тяги», «Происхождение видов путём мутации белки»;
2019 — герой документального фильма «Мы объявляем вам весну» (режиссер — Мария Сандлер,  продюсер — Андрей Алексеев);
2019 — фильм «Когда приходит Письмо».

## Музыкальные проекты
- 1989 — Альбом стереотаксифонической группы «Канай. Я — твёрдый». Совместно Сергеем Потаповым, Владимиром и Фёдором Ганненко;
- 1990 — Альбом «Трансляция музыкальных произведений». Совместно с Андреем Комаровым;
- 1992 — «Дуэт им. Алябьева» (Геннадий Ершов и Сергей Калачёв)
- 1992-1996, 2012 — Группа «Четыре года борьбы» (также «Четыре года борьбы против лжи, пошлости, трусости и предательства»)[19][20]
- 1993 — Опера «Великий гражданин». Либретто — Василий Якупов, Музыка — Геннадий Ершов;
- 1994 — Проект «Ракопоп» (музыка для специализированных дансингов). Совместно с Ильёй Гиммльфарбом, Андреем Комаровым;
- 2004 — Симфония «Голоса пустыни». Совместно с Андреем Комаровым;
- 2005 — Симфония «Чай и кофе, табак и картофель». Совместно с Андреем Комаровым;

## Книги, издания
- 1990 — И. К. Дубов. Признаки. Ярославль, Издательство «Дебют»;
- 2006 — И. К. Дубов. Опыты. Ярославль, Издательство Общества Читателей Письма;
- 2009 — Книга Письма. Ярославль, Издательство Общества Читателей Письма;
- 2010 — Геннадий Ершов. Пантеон. Ярославль, Издательство Общества Читателей Письма

## Работы находятся в коллекциях
- Московский музей современного искусства;
- Государственный Русский музей;
- Ярославский художественный музей;
- Муниципальная художественная галерея г. Костромы;
- Саратовский государственный художественный музей им. А. Н. Радищева;
- в зарубежных и российских частных собраниях

## Публикации в книгах
- Валерий Турчин. 20 век в зеркале коллекции Московского музея современного искусства, Москва, Художник и книга, 2003, стр. 436—437;
- 1 Фотобиеннале Русского музея. Альманах, Выпуск 259, СПб, Palace Editions, 2009, стр. 459.

## Публикации
- Виктор Мизиано. «Улыбайтесь, пожалуйста». Молодёжный календарь, Москва, 1991;
- Ирина Романова. "Выставка «Искусство экспедиции», Виктор Мизиано «Рейтинг современных советских художников». Журнал «Декоративное искусство», Москва, № 2, 1991;
- Вячеслав Курицын. «Воля Куликова». Журналистика 1993-1997. Издательство Ивана Лимбаха, СПб, 1998;
- Нина Захарова. «Художник-экзорцист». Журнал «Новый мир искусства», СПб, № 3, 2000;
- Александр Манилов. «Фотомарафон — 2000». Журнал «Арт Хроника», № 2, 2001;
- Николай Кононихин. «Аэроскопические картины Геннадия Ершова». Журнал реального искусства «Максимка», СПб, № 6, 2001;
- Евгений Ермолин. «В Ярославле литературы нет». Журнал «Знамя», Москва, № 6, 2001;
- Геннадий Ершов. Рубрика «Фотографы Ярославля». Журнал «NZ», Ярославль, № 9, 2001;
- Марина Полывяная. «Документ на шесть персон». Журнал «Новый мир искусства», СПб, № 3, 2003 (недоступная ссылка);
- Марина Полывяная. "Геннадий Ершов: мастер «магической машинки». Журнал «Новый мир искусства», СПб, № 6, 2004;
- Проект «Институт Фотографии». Каталог «III коллективная выставка фотографии, носящей станковой характер». Москва, 2006
- Геннадий Ершов. Рубрика «Биеннале ярославских фотографов». Журнал «Новый стиль жизни», Ярославль, Июнь, 2006;
- Марина Полывяная. Художник и СМИ: опыт взаимодействия. О романе Геннадия Ершова «Анатомия письменности», Литературно-художественный журнал «Мера», № 4, 2012 (недоступная ссылка)